# Madagaskarvechtkwartel
De Madagaskarvechtkwartel (Turnix nigricollis) is een vogel uit de familie Turnicidae (Vechtkwartels).

## Verspreiding en leefgebied
Deze soort is endemisch in Madagaskar.